# Typhochrestus chiosensis
Typhochrestus chiosensis är en spindelart som beskrevs av Jörg Wunderlich 1995. Typhochrestus chiosensis ingår i släktet Typhochrestus och familjen täckvävarspindlar.
Artens utbredningsområde är Grekland. Inga underarter finns listade i Catalogue of Life.